# آهوی گرمسیری
آهوی گرمسیری (نام علمی: Gazella dorcas) نام یک گونه از سرده آهوها است.

## نگارخانه

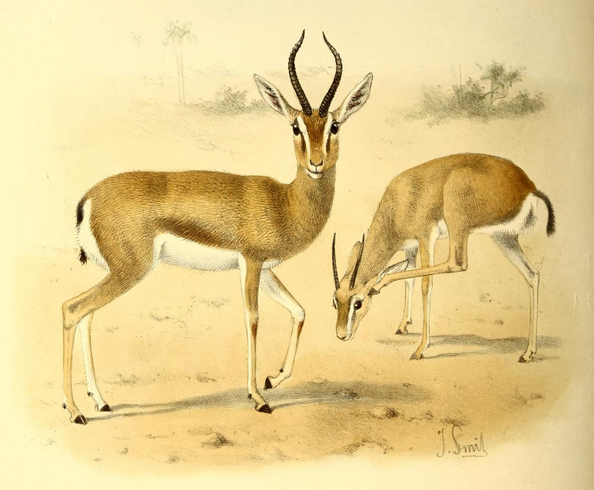
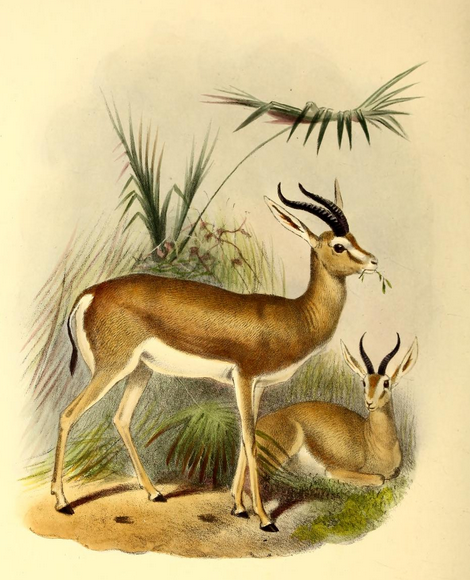
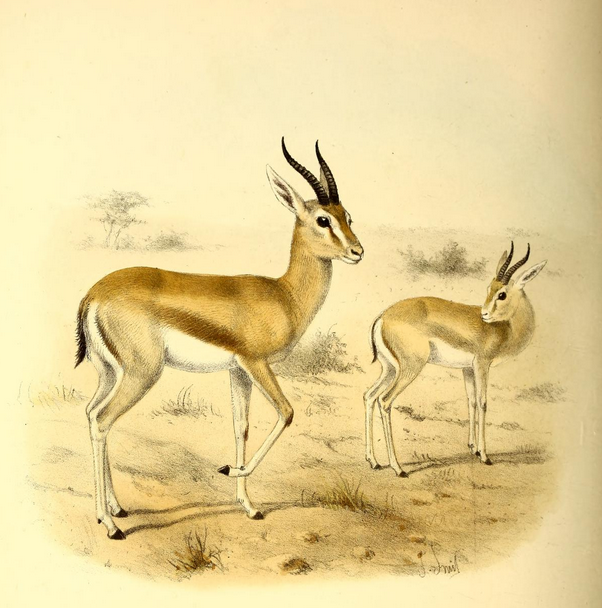